# Billefluer
Billefluer (Celyphidae) er en familie af fluer. Billefluers scutellum, som er den bagerste rygplade på fluens thorax (brystdel), er stærkt forlænget og dækker bagkroppen og vingerne når de er sammenfoldede. Den er metalfarvet og ligner derved en billes dækvinger. Der er omkring 100 arter af billefluer i tropiske egne, bortset fra Central- og Sydamerika. Billefluer lever i fugtige områder. Larverne lever af forrådnende vegetation.